# Johannes Willebrands
Johannes Willebrands, né à Bovenkarspel le 4 septembre 1909 et mort à Denekamp le 2 août 2006, est un évêque néerlandais, président émérite du Conseil pour l'unité des chrétiens. Il a joué un rôle de premier plan dans le mouvement œcuménique pendant la deuxième moitié du XXe siècle. Archevêque d'Utrecht de 1975 à 1983, cardinal, il a été considéré comme papable lors des deux conclaves de 1978.

## Biographie

### Prêtre
Johannes Willebrands est l'aîné d'une famille de neuf enfants habitant près de Haarlem. Il entre au séminaire de Warmond, près de Leyde, puis est ordonné prêtre le 26 mai 1934. Il soutient ensuite un doctorat de philosophie à l'Angelicum de Rome ; sa thèse porte sur le cardinal John Henry Newman.
De retour aux Pays-Bas en 1937, il est aumônier à Amsterdam ; il revient au séminaire de Warmond, cette fois pour y enseigner. Cinq ans plus tard, il est nommé recteur du séminaire ; il préside l'association St Willibrord, qui travaille en faveur de l'œcuménisme aux Pays-Bas. En 1951, il organise, avec le père dominicain Christophe-Jean Dumont (ru), la Conférence catholique sur les questions œcuméniques, en relation avec le Conseil œcuménique des Églises.
Le 24 juin 1960, le pape Jean XXIII le nomme à la curie romaine comme secrétaire du Secrétariat pour la promotion de l'unité des chrétiens (devenu par la suite un Conseil pontifical), sous la direction du cardinal Agostino Bea. Son talent pour les langues (il en parlait six) l'aident à bâtir des ponts avec l'Église anglicane et l'Église orthodoxe russe. Il joua un rôle décisif lorsqu'il fallut convaincre les églises orthodoxes d'assister aux sessions du concile Vatican II en tant qu'observateurs, de 1962 à 1965. Pendant les travaux du concile, il contribua à la préparation des documents sur l'Écriture et la Tradition, l'œcuménisme, la liberté religieuse et les relations avec les religions non-chrétiennes.

### Évêque
Il est nommé évêque in partibus de Mauriana (de) le 4 juin 1964. Le 7 décembre 1965, il lit le texte par laquelle le pape Paul VI et le patriarche Athénagoras Ier déclarent "regretter les paroles offensantes, les reproches sans fondement, et les gestes condamnables [...] et enlever de la mémoire et du milieu de l’Église les sentences d’excommunication qui les ont suivis" (en référence au Grand schisme d'Orient de 1054). C'est également lui qui avait préparé la rencontre, multipliant les voyages, à tel point qu'il était surnommé à Rome le "Hollandais volant".

### Cardinal
Le 12 avril 1969, Paul VI nomme Willebrands président du Secrétariat pour la promotion de l'unité des chrétiens, après la mort du cardinal Augustin Bea. Il est créé cardinal deux semaines plus tard avec le titre de cardinal-diacre de Ss. Cosma e Damiano.
Le 6 décembre 1975, il succède au controversé cardinal Alfrink en étant nommé archevêque d'Utrecht, évêque aux armées néerlandaises et primat des Pays-Bas, tout en conservant ses fonctions au Secrétariat pour la promotion de l'unité des chrétiens. Il est alors élevé au rang de cardinal-prêtre de S. Sebastiano alle Catacombe.
Le pape attendait sans doute de lui qu'il utilise ses talents de diplomate pour réconcilier les ailes conservatrices et libérales de l'Église catholique aux Pays-Bas, mais sa patience et sa réserve, si efficaces lors des débats dans les réunions œcuméniques, ne suffirent pas. Il prend entre autres comme évêque auxiliaire Johannes Antonius de Kok en 1982. Il démissionne de sa charge le 3 décembre 1983, tandis que l'Église catholique néerlandaise poursuit son effondrement. Mgr Simonis, plus conservateur, lui succède.
Il reste président du Secrétariat pour la promotion de l'unité des chrétiens (devenu entre-temps Conseil pontifical) jusqu'au 12 décembre 1989 ; son successeur est le cardinal Cassidy. 
Il est le dernier Camerlingue du Sacré Collège de 1988 à 1995.
Il se retire en 1997 au couvent franciscain de Saint Nicolaasstichting, à Denekamp, où il meurt neuf années plus tard. Il devient le cardinal le plus âgé du Sacré Collège à la mort du cardinal italien Corrado Bafile le 3 février 2005. Un an et demi plus tard, lorsqu'il meurt le 2 août 2006, c'est l'autrichien Alfons Maria Stickler qui lui succède comme cardinal le plus âgé. Il est enterré le 8 août 2006 au cimetière de Sainte Barbara à Utrecht après une messe de requiem dans la cathédrale Sainte-Catherine.

## Succession apostolique
Johannes Willebrands a ordonné les évêques suivants :
- Évêque Jan Niënhaus (nl) (1982)
- Évêque Johannes Antonius de Kok, O.F.M. (1982)

## Œuvres
- Œcuménisme et problèmes actuels, Cerf, 1969
- (en) Church and Jewish People: New Considerations, Paulist Press, 1992